# Eparchia Matki Boskiej Libańskiej w São Paulo
Eparchia Matki Boskiej Libańskiej w São Paulo (łac. Eparchia Dominae Nostrae Libanensis Sancti Pauli Maronitarum) – eparchia maronicka w Brazylii z siedzibą w mieście São Paulo, stolicy stanu São Paulo.

## Historia
Pierwszym biskupem maronickim w Brazylii był biskup Francis Zayek, konsekrowany 5 sierpnia 1962 r. jako biskup pomocniczy São Sebastião do Rio de Janeiro, ze stolicą tytularną Callinicum dei Maroniti (Ar-Rakka). Był on pierwszym biskupem mianowanym w diasporze, działającym poza historycznymi terenami maronickiego patriarchatu na Bliskim Wschodzie. Po przybyciu do Brazylii ustanowił swoją siedzibę w São Paulo. W 1966 został przeniesiony do Stanów Zjednoczonych. Wikariuszem generalnym mianowano prałata Antonio Joubeir, który sprawował opiekę nad wiernymi do czasu, gdy w 1968 r. zastąpił go John (João) Chedid, od 1956 biskup pomocniczy ordynariatu dla wiernych obrządków wschodnich w Brazylii. Eparchia Matki Boskiej Libańskiej w São Paulo została erygowana 29 listopada 1971 jako sufragania metropolii São Paulo poprzez wyłączenie maronitów spod jurysdykcji ordynariatu dla wiernych obrządków wschodnich.

## Biskupi
Źródło:
- João Chedid, OMM, 1971–1990, od 1988 r. arcybiskup ad personam
- Joseph Mahfouz, OLM, 1990–2006
- Edgar Madi, od 2006

## Opis
Eparchia obejmuje parafie maronickie w Brazylii, które są położone głównie w południowo-wschodniej części kraju: São Paulo, Bauru, Belo Horizonte, Porto Alegre, São José do Rio Preto, Rio de Janeiro, Campinas, Guarulhos, Piracicaba.